# 發展疾病
發展障礙、發展遲緩（Developmental disorders），也稱心理發展障礙，是一類兒童學習障礙和相關的發育障礙的總稱。其包含特殊性發育障礙和廣泛性發育障礙。

## 關聯團體
該自閉症關聯團體組織的主要目的是幫助有發展障礙兒童的父母而進行相互扶助，一般稱為「家長之會」。在日本是社團法人日本自閉症協會，是所有日本有關發展障礙團體的加盟組織的總網路。

## 相关
- 智能障碍
- 行为障碍